# Torre di Santo Stefano

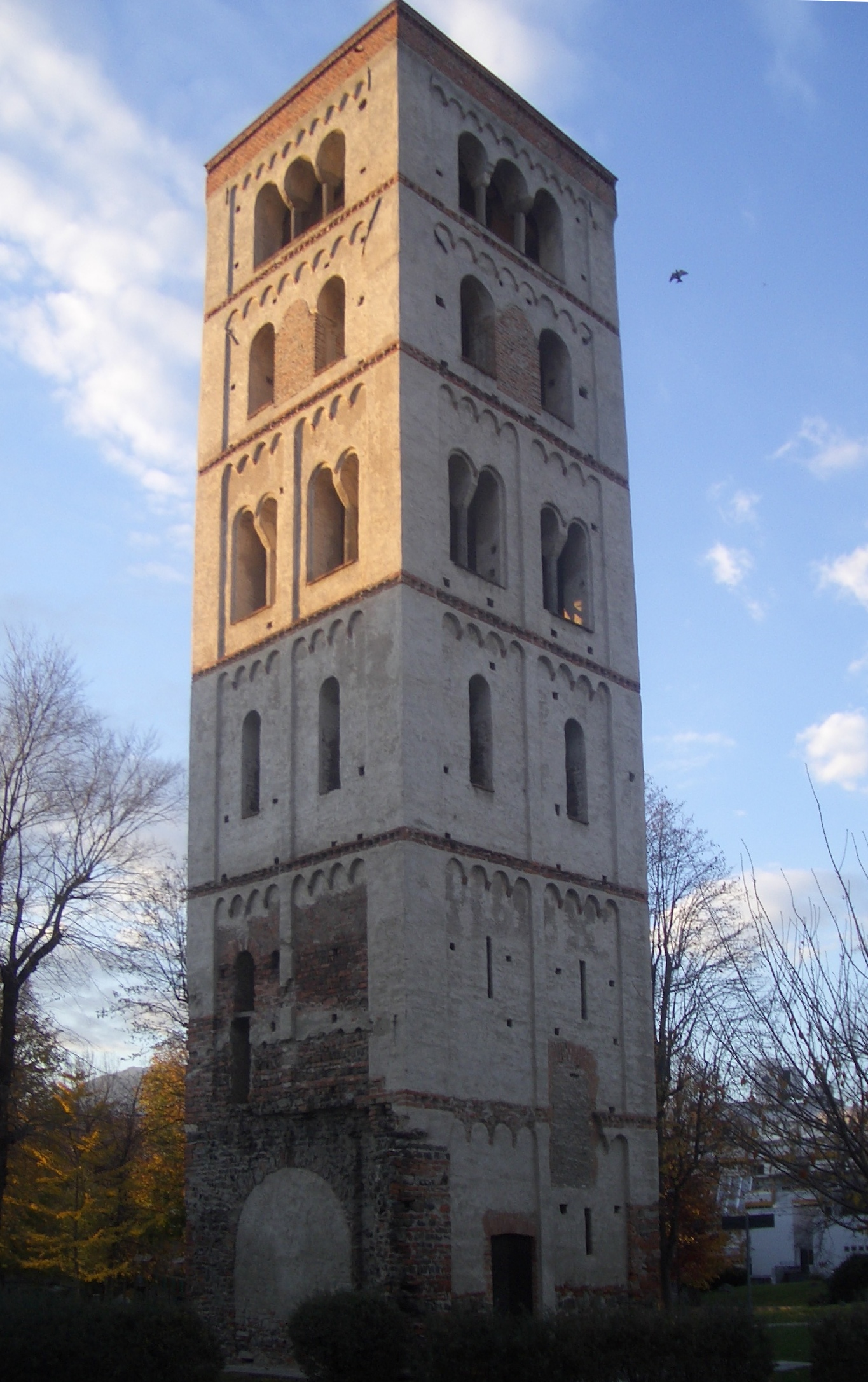
Torre di Santo Stefano

Die Torre di Santo Stefano ist ein romanischer Kirchturm in der Stadt Ivrea im Piemont, Italien.
Der Turm ist der einzige noch erhaltene Teil der mittelalterlichen Klosterkirche von Santo Stefano. Dieses Kloster wurde im Jahr 1041 an der Stelle einer frühchristlichen Grabkapelle, die dem heiligen Stefanus geweiht war, von der 1003 im Bistum Ivrea gegründeten Benediktinerabtei Fruttuaria aus gegründet. Es lag am Stadtrand in der Nähe des Flusses Dora Baltea. Beim Bau wurden Spolien aus antiken Gebäuden verwendet.
Der Turm ist aus Steinquadern und Backsteinen errichtet. Er weist ähnlich wie der Glockenturm von Fruttuaria an seinen Fassaden in den sechs Geschossen von unten nach oben eine variierende Abfolge von Rundbogenfenstern unter Arkadenfriesen auf; hier sind es Monoforien, Biforien und Triforien.
Im Jahr 1558 zerstörten französische Truppen in der Zeit der Italienischen Kriege beim Angriff auf die Stadt Ivrea die Klosterkirche. Fast die gesamte restliche Klosteranlage musste 1757 der geplanten Parkanlage neben dem Palazzo Perrone weichen, eine behelfsmäßige Kirche besaß der bis zur Aufhebung des Klosters 1802 noch bestehende Konvent in einer umfunktionierten ehemaligen Scheune. Dieses Gebäude wurde 1898 bei der Vergrößerung der öffentlichen Parkanlage am Corso Re Umberto abgebrochen. So blieb schließlich von Sankt Stefan nur noch der ehemalige Glockenturm übrig. Um 2000 wurde das Bauwerk umfassend restauriert.